# Tijdloze 100
De Tijdloze 100 is de "allertijdenmuzieklijst" van Studio Brussel. Sinds 1987 zendt Studio Brussel elk jaar rond het jaareinde de 100 beste nummers aller tijden uit, zoals gekozen door de luisteraars.
Sinds mei 2018 bestaat ook de digitale muziekstream De Tijdloze, met non-stop muziek.

## Geschiedenis
De Tijdloze, zoals de lijst ook wel wordt genoemd bestaat sinds 1987 maar werd in 1989 niet georganiseerd. In 1998 werd er campagne gevoerd om André van Duin met Er staat een paard in de gang op de eerste plaats te krijgen in de Tijdloze, Studio Brussel weerde echter alle inzendingen met dit nummer.
In 1999 waren er eenmalig geen 100 maar 150 nummers. De laatste 50 nummers worden meestal niet meegeteld in de statistieken. Een week na de stemming voor de editie van 2014 overleed Luc De Vos, zanger van Gorki. Op massale vraag van de luisteraars besloot Studio Brussel, ongeacht de stemming, Mia op één te plaatsen in de lijst.
Vanaf editie 2019 wordt voorafgaand aan de Tijdloze de Tijdloze Countdown uitgezonden, hierbij worden nummers waar wel op is gestemd maar die niet de Tijdloze hebben gehaald uitgezonden. Gastpresentatoren tellen mee af, eerst via het digitale kanaal, vanaf 25 december ook via de radio.  Op 31 december worden van 9 tot 19 uur de 100 beste tijdloze platen gedraaid.
Sinds 2020 wordt tijdens de laatste week van het jaar op Canvas een televisieprogramma rond De Tijdloze uitgezonden. Het wordt gepresenteerd door Michèle Cuvelier, bijgestaan door muzikale gasten. Vanaf december 2022 was dit voor het eerst met publiek. 

## Lijstaanvoerders
Van 1987 tot en met 1997 werd de top twee volledig overheerst door Deep Purple met Child In Time en The Rolling Stones met Angie. Van 1999 tot en met 2002 en van 2006 tot 2012 stond Nirvana op de eerste plaats met Smells Like Teen Spirit.
Er zijn zeven nummers die ooit op één stonden in de Tijdloze: Smells Like Teen Spirit van Nirvana, Angie van de Rolling Stones, Child in Time van Deep Purple, Mia van Gorky, Stairway To Heaven van Led Zeppelin, Black van Pearl Jam en The Chain van Fleetwood Mac.  Hiervan is Mia het enige nummer uit België dat op één heeft gestaan. Angie was in 2017 de eerste voormalige lijstaanvoerder die uit de lijst verdween.

### Lijstaanvoerders naar artiest
| Plaats | Artiest            | Aantal |
| ------ | ------------------ | ------ |
| 1      | Nirvana            | 11     |
| 2      | Pearl Jam          | 8      |
| 3      | Deep Purple        | 7      |
| 4      | Gorki              | 4      |
| 4      | The Rolling Stones | 4      |
| 5      | Fleetwood Mac      | 2      |
| 6      | Led Zeppelin       | 1      |

### Lijstaanvoerders naar land
| Plaats | Land                | Aantal |
| ------ | ------------------- | ------ |
| 1      | Verenigde Staten    | 19     |
| 2      | Verenigd Koninkrijk | 14     |
| 3      | België              | 4      |

## Presentatie
- Bert Geenen (1990-1995)
- Peter Verhulst (1996-1997)
- Peter Van de Veire (2004-2005)
- Wim Oosterlinck (2004-2005)
- Lieve De Maeyer (2006)
- Roos Van Acker (2005-2023)
- Steven Lemmens (2007-2019)
- Nelles De Caluwé (2020-2021)
- Stijn Van de Voorde (2022-heden)
- Kirsten Lemaire (2024-heden)

## Uitzenddata
- 1992-1994: 26 december
- 2004: 26 december[7]
- 2005: 25 december
- 2006: 29 december
- 2007: 28 december
- 2008-heden: 31 december

## Top tien per jaar
| Jaar / positie | 1                                 | 2                                 | 3                                 | 4                                                  | 5                                 | 6                                           | 7                                                  | 8                                                  | 9                                                  | 10                                          |
| -------------- | --------------------------------- | --------------------------------- | --------------------------------- | -------------------------------------------------- | --------------------------------- | ------------------------------------------- | -------------------------------------------------- | -------------------------------------------------- | -------------------------------------------------- | ------------------------------------------- |
| 1987           | Deep Purple - Child in time       | The Rolling Stones - Angie        | Queen - Bohemian rhapsody         | The Rolling Stones - (I can't get no) satisfaction | Bruce Springsteen - The river     | David Bowie - "Heroes"                      | Led Zeppelin - Stairway to heaven                  | Eagles - Hotel California                          | Peter Gabriel - Solsbury Hill                      | Dire Straits - Sultans of swing             |
| 1988           | The Rolling Stones - Angie        | Deep Purple - Child in time       | Queen - Bohemian rhapsody         | Eagles - Hotel California                          | Led Zeppelin - Stairway to heaven | Meat Loaf - Paradise by the dashboard light | Bruce Springsteen - The river                      | Dire Straits - Sultans of swing                    | The Rolling Stones - (I can't get no) satisfaction | Peter Gabriel - Solsbury Hill               |
| 1989           | niet georganiseerd                | niet georganiseerd                | niet georganiseerd                | niet georganiseerd                                 | niet georganiseerd                | niet georganiseerd                          | niet georganiseerd                                 | niet georganiseerd                                 | niet georganiseerd                                 | niet georganiseerd                          |
| 1990           | Deep Purple - Child in time       | The Rolling Stones - Angie        | Led Zeppelin - Stairway to heaven | Queen - Bohemian rhapsody                          | John Lennon - Imagine             | Eagles - Hotel California                   | The Rolling Stones - (I can't get no) satisfaction | The Cure - A forest                                | Dire Straits - Sultans of swing                    | The Doors - The end                         |
| 1991           | The Rolling Stones - Angie        | Deep Purple - Child in time       | Queen - Bohemian rhapsody         | Led Zeppelin - Stairway to heaven                  | John Lennon - Imagine             | The Cure - A forest                         | Prince - Purple rain                               | The Rolling Stones - (I can't get no) satisfaction | Dire Straits - Sultans of swing                    | Iggy Pop - The passenger                    |
| 1992           | The Rolling Stones - Angie        | Deep Purple - Child in time       | Queen - Bohemian rhapsody         | Led Zeppelin - Stairway to heaven                  | The Cure - A forest               | The Doors - Light my fire                   | Prince - Purple rain                               | Dire Straits - Sultans of swing                    | John Lennon - Imagine                              | R.E.M. - Losing my religion                 |
| 1993           | Deep Purple - Child in time       | The Rolling Stones - Angie        | Queen - Bohemian rhapsody         | Led Zeppelin - Stairway to heaven                  | The Cure - A forest               | Pearl Jam - Alive                           | Prince - Purple rain                               | Nirvana - Smells like teen spirit                  | R.E.M. - Losing my religion                        | Meat Loaf - Paradise by the dashboard light |
| 1994           | Deep Purple - Child in time       | The Rolling Stones - Angie        | Led Zeppelin - Stairway to heaven | Nirvana - Smells like teen spirit                  | Queen - Bohemian rhapsody         | R.E.M. - Losing my religion                 | Pearl Jam - Alive                                  | The Cure - A forest                                | Prince - Purple rain                               | The Cranberries - Zombie                    |
| 1995           | The Rolling Stones - Angie        | Deep Purple - Child in time       | Nirvana - Smells like teen spirit | Led Zeppelin - Stairway to heaven                  | Queen - Bohemian rhapsody         | R.E.M. - Losing my religion                 | The Smashing Pumpkins - Disarm                     | The Cure - A forest                                | The Cranberries - Zombie                           | Pearl Jam - Alive                           |
| 1996           | Deep Purple - Child in time       | The Rolling Stones - Angie        | Led Zeppelin - Stairway to heaven | Nirvana - Smells like teen spirit                  | Queen - Bohemian rhapsody         | R.E.M. - Losing my religion                 | The Cure - A forest                                | Pearl Jam - Alive                                  | The Smashing Pumpkins - Disarm                     | Prince - Purple rain                        |
| 1997           | Deep Purple - Child in time       | The Rolling Stones - Angie        | Led Zeppelin - Stairway to heaven | Nirvana - Smells like teen spirit                  | Queen - Bohemian rhapsody         | R.E.M. - Losing my religion                 | Radiohead - Creep                                  | The Cure - A forest                                | Metallica - One                                    | Pearl Jam - Alive                           |
| 1998           | Deep Purple - Child in time       | Nirvana - Smells like teen spirit | Led Zeppelin - Stairway to heaven | The Rolling Stones - Angie                         | Queen - Bohemian rhapsody         | Pearl Jam - Alive                           | Radiohead - Creep                                  | R.E.M. - Losing my religion                        | Metallica - One                                    | The Cure - A forest                         |
| 1999           | Nirvana - Smells like teen spirit | Deep Purple - Child in time       | Led Zeppelin - Stairway to heaven | The Rolling Stones - Angie                         | Metallica - Nothing else matters  | Radiohead - Creep                           | Queen - Bohemian rhapsody                          | Metallica - One                                    | R.E.M. - Losing my religion                        | Pearl Jam - Alive                           |
| 2000           | Nirvana - Smells like teen spirit | Deep Purple - Child in time       | Led Zeppelin - Stairway to heaven | Radiohead - Creep                                  | Metallica - One                   | Metallica - Nothing else matters            | The Rolling Stones - Angie                         | Pearl Jam - Alive                                  | Queen - Bohemian rhapsody                          | Gorki - Mia                                 |
| 2001           | Nirvana - Smells like teen spirit | Gorki - Mia                       | Radiohead - Creep                 | Led Zeppelin - Stairway to heaven                  | Metallica - One                   | Deep Purple - Child in time                 | Pearl Jam - Alive                                  | Metallica - Nothing else matters                   | The Cure - A forest                                | Jeff Buckley - Hallelujah                   |
| 2002           | Nirvana - Smells like teen spirit | Gorki - Mia                       | Metallica - One                   | Radiohead - Creep                                  | Deep Purple - Child in time       | Pearl Jam - Alive                           | Led Zeppelin - Stairway to heaven                  | Jeff Buckley - Hallelujah                          | Metallica - Nothing else matters                   | U2 - One                                    |
| 2003           | Gorki - Mia                       | Nirvana - Smells like teen spirit | Metallica - One                   | Radiohead - Creep                                  | Pearl Jam - Alive                 | Led Zeppelin - Stairway to heaven           | Deep Purple - Child in time                        | Jeff Buckley - Hallelujah                          | Metallica - Nothing else matters                   | Prince - Purple rain                        |
| 2004           | Gorki - Mia                       | Nirvana - Smells like teen spirit | Metallica - One                   | Radiohead - Creep                                  | Pearl Jam - Alive                 | U2 - One                                    | Led Zeppelin - Stairway to heaven                  | Jeff Buckley - Hallelujah                          | Deep Purple - Child in time                        | Metallica - Nothing else matters            |
| 2005           | Gorki - Mia                       | Nirvana - Smells like teen spirit | Metallica - One                   | Deep Purple - Child in time                        | Radiohead - Creep                 | Led Zeppelin - Stairway to heaven           | Pearl Jam - Alive                                  | Jeff Buckley - Hallelujah                          | U2 - One                                           | dEUS - Suds & soda                          |
| 2006           | Nirvana - Smells like teen spirit | Gorki - Mia                       | Metallica - One                   | Radiohead - Creep                                  | Deep Purple - Child in time       | Pearl Jam - Alive                           | Led Zeppelin - Stairway to heaven                  | dEUS - Suds & soda                                 | U2 - One                                           | Jeff Buckley - Hallelujah                   |
| 2007           | Nirvana - Smells like teen spirit | Gorki - Mia                       | Metallica - One                   | Deep Purple - Child in time                        | Led Zeppelin - Stairway to heaven | Pearl Jam - Alive                           | Radiohead - Creep                                  | The Cure - A forest                                | Jeff Buckley - Hallelujah                          | dEUS - Suds & soda                          |
| 2008           | Nirvana - Smells like teen spirit | Metallica - One                   | Gorki - Mia                       | Led Zeppelin - Stairway to heaven                  | Deep Purple - Child in time       | Pearl Jam - Alive                           | Jeff Buckley - Hallelujah                          | Radiohead - Creep                                  | The Cure - A forest                                | dEUS - Suds & soda                          |
| 2009           | Nirvana - Smells like teen spirit | Metallica - One                   | Led Zeppelin - Stairway to heaven | Gorki - Mia                                        | Deep Purple - Child in time       | Pearl Jam - Alive                           | Jeff Buckley - Hallelujah                          | Pearl Jam - Black                                  | Radiohead - Creep                                  | dEUS - Suds & soda                          |
| 2010           | Nirvana - Smells like teen spirit | Led Zeppelin - Stairway to heaven | Metallica - One                   | Pearl Jam - Alive                                  | Gorki - Mia                       | Deep Purple - Child in time                 | Radiohead - Creep                                  | Pearl Jam - Black                                  | The Cure - A forest                                | Jeff Buckley - Hallelujah                   |
| 2011           | Nirvana - Smells like teen spirit | Metallica - One                   | Led Zeppelin - Stairway to heaven | Pearl Jam - Alive                                  | Deep Purple - Child in time       | Pearl Jam - Black                           | Queen - Bohemian rhapsody                          | Gorki - Mia                                        | Foo Fighters - Everlong                            | The Cure - A forest                         |
| 2012           | Nirvana - Smells like teen spirit | Led Zeppelin - Stairway to heaven | Metallica - One                   | Pearl Jam - Alive                                  | Pearl Jam - Black                 | Deep Purple - Child in time                 | Queen - Bohemian rhapsody                          | Foo Fighters - Everlong                            | The Cure - A forest                                | Pink Floyd - Wish you were here             |
| 2013           | Led Zeppelin - Stairway to heaven | Nirvana - Smells like teen spirit | Pearl Jam - Black                 | Metallica - One                                    | Pearl Jam - Alive                 | Deep Purple - Child in time                 | Queen - Bohemian rhapsody                          | The Cure - A forest                                | Pink Floyd - Wish you were here                    | Foo Fighters - Everlong                     |
| 2014           | Gorki - Mia                       | Pearl Jam - Black                 | Nirvana - Smells like teen spirit | Led Zeppelin - Stairway to heaven                  | Pink Floyd - Wish you were here   | Metallica - One                             | Deep Purple - Child in time                        | Queen - Bohemian rhapsody                          | Foo Fighters - Everlong                            | Pearl Jam - Alive                           |
| 2015           | Pearl Jam - Black                 | Gorki - Mia                       | Metallica - One                   | Nirvana - Smells like teen spirit                  | Pink Floyd - Wish you were here   | Led Zeppelin - Stairway to heaven           | Deep Purple - Child in time                        | Foo Fighters - Everlong                            | Queen - Bohemian rhapsody                          | Metallica - Master of puppets               |
| 2016           | Pearl Jam - Black                 | Nirvana - Smells like teen spirit | Gorki - Mia                       | Metallica - One                                    | Led Zeppelin - Stairway to heaven | Queen - Bohemian rhapsody                   | Pink Floyd - Wish you were here                    | David Bowie - "Heroes"                             | Deep Purple - Child in time                        | Metallica - Master of puppets               |
| 2017           | Pearl Jam - Black                 | Gorki - Mia                       | Nirvana - Smells like teen spirit | Queen - Bohemian rhapsody                          | Pink Floyd - Wish you were here   | Metallica - One                             | Led Zeppelin - Stairway to heaven                  | Deep Purple - Child in time                        | Pink Floyd - Shine on you crazy diamond            | Dire Straits - Sultans of swing             |
| 2018           | Pearl Jam - Black                 | Queen - Bohemian rhapsody         | Nirvana - Smells like teen spirit | Pink Floyd - Wish you were here                    | Gorki - Mia                       | Metallica - One                             | Led Zeppelin - Stairway to heaven                  | Pink Floyd - Shine on you crazy diamond            | Dire Straits - Sultans of swing                    | Deep Purple - Child in time                 |
| 2019           | Pearl Jam - Black                 | Queen - Bohemian rhapsody         | Gorki - Mia                       | Pink Floyd - Wish you were here                    | Nirvana - Smells like teen spirit | Fleetwood Mac - The chain                   | Pink Floyd - Shine on you crazy diamond            | Led Zeppelin - Stairway to heaven                  | Dire Straits - Sultans of swing                    | Metallica - One                             |
| 2020           | Pearl Jam - Black                 | Fleetwood Mac - The chain         | Queen - Bohemian rhapsody         | Gorki - Mia                                        | Pink Floyd - Wish you were here   | Eddie Vedder - Society                      | Dire Straits - Sultans of swing                    | Nirvana - Smells like teen spirit                  | Pink Floyd - Shine on you crazy diamond            | The Cure - A forest                         |
| 2021           | Fleetwood Mac - The chain         | Pearl Jam - Black                 | Queen - Bohemian rhapsody         | Pink Floyd - Wish you were here                    | Eddie Vedder - Society            | Gorki - Mia                                 | Nirvana - Smells like teen spirit                  | The Cure - A forest                                | Pink Floyd - Shine on you crazy diamond            | Dire Straits - Sultans of swing             |
| 2022           | Fleetwood Mac - The chain         | Pearl Jam - Black                 | Pink Floyd - Wish you were here   | The Cure - A forest                                | Queen - Bohemian rhapsody         | Nirvana - Smells like teen spirit           | Gorki - Mia                                        | The War on Drugs - Thinking of a place             | The Killers - Mr. Brightside                       | Pink Floyd - Shine on you crazy diamond     |
| 2023           | Pearl Jam - Black                 | Fleetwood Mac - The chain         | Pink Floyd - Wish you were here   | Sinéad O'Connor - Troy                             | Queen - Bohemian rhapsody         | Nirvana - Smells like teen spirit           | Gorki - Mia                                        | The Cure - A forest                                | The Killers - Mr. Brightside                       | The War on Drugs - Thinking of a place      |
| 2024           | Pearl Jam - Black                 | Gorki - Mia                       | Fleetwood Mac - The chain         | Pink Floyd - Wish you were here                    | Linkin Park - In the end          | Queen - Bohemian rhapsody                   | The Cure - A forest                                | Sinéad O'Connor - Troy                             | Nirvana - Smells like teen spirit                  | Michael Kiwanuka - Cold little heart        |

## Trivia
- De hoogste nieuwkomer aller tijden stond in de Tijdloze van 1994 op 10: Zombie van The Cranberries. De meeste nieuwkomers (zonder 1987 gerekend) waren er in het jaar 1988, met 24 nieuwe nummers.
- De hoogste exit was voor Lust for Life van Iggy Pop, nummer 34 in de Tijdloze van 1987.
- De hoogste re-entry kwam in 2016 toen Space Oddity van de dat jaar overleden David Bowie zijn wederoptreden maakte op nummer 32.
- De hoogste stijger steeg in 1990 78 plaatsen: The End van The Doors.
- Het enige nummer dat ooit twee keer in de lijst stond was in 2016 Hallelujah, in de versie van Jeff Buckley en in de versie van Leonard Cohen.
- Sinds 2001 bestaat een hele website met allerhande statistieken over de Tijdloze. Deze werd onafhankelijk van de radiozender opgericht door Stijn Vermeeren, fan van de lijst en zijn muziek[8].